# 忍ぶ雨 (藤正樹の曲)
「忍ぶ雨」（しのぶあめ）は、1973年7月25日にキャニオンレコードから発売された、藤正樹のデビュー・シングル。

## 解説
- オリコンチャートでは最高13位[1]、シングル売上は14.8万枚を記録、藤正樹最大のヒット曲である。
- 楽曲発売当時、藤は高校生であり、ジャケットでは黒の詰襟、テレビでは紫の詰襟でこの歌を歌唱することが多く、その後のテレビ出演でも詰襟や紫の衣装を着て歌唱することも多い。
- 捨てられた女ごころを歌った曲である。
- 銀座音楽祭（サンプラザ音楽祭）グランプリ、日本歌謡大賞新人賞を獲得。第6回日本有線大賞最優秀新人賞受賞[1][注釈 1]。

## 収録曲
- 作詞：阿久悠／作曲：新井利昌[2]／編曲：竜崎孝路

1. 忍ぶ雨
2. みれん花